# Ухань Хунсин
«Ухань Хунсин Байжунь» (кит. 武汉市宏兴柏润足球俱乐部) — бывший китайский футбольный клуб из провинции Хубэй, город Ухань, участник Любительской лиги Китая по футболу. Домашней ареной клуба являлся стадион спортивного и культурного центра Ханькоу вместимостью 17,000 зрителей.

## История клуба
Футбольный клуб «Ухань Хунсин» был одним из самых успешных любительских клубов в Китае. В 2014 году клуб дошёл до финала Любительской лиги в Восточном регионе. Кроме того, в этом же году команда выиграла местный чемпионат лиги и Любительский дивизион. В 2016 году команда была замешана в скандале, связанном с матчем третьего раунда Кубка КФА 2016 года. В матче против «Цзянсу Сунин» команда гостей забила единственный гол на 90+7 минуте, а после финального свистка игроки и тренерский штаб «Ухань Хунсин» устроили потасовку, после чего клубу было запрещено участвовать в соревнованиях под эгидой Китайской футбольной ассоциации Шесть игроков и два члена тренерского штаба «Уханя» были пожизненно отстранены от футбола после инцидента, а команда заплатила 200,000 юаней штрафа.
Большинство игроков, которые не были наказаны, присоединились к созданной в июле 2016 года команде «Хубэй Чуфэн Хэли».